# Suzuki Hideo
Hideo Suzuki (sinh ngày 12 tháng 5 năm 1975) là một cầu thủ bóng đá người Nhật Bản.

## Sự nghiệp câu lạc bộ
Hideo Suzuki đã từng chơi cho JEF United Ichihara.